# Helen Sharman
Helen Sharman (født 30. maj 1963 i Sheffield, England) er en britisk kemiker, som blev den første britiske astronat der fløj ud i rummet. Hun var også den første kvinde der besøgte rumstationen Mir, i alt opholdt hun sig 7 dage og 21 timer i rummet.